# Lepidosaphes luzonica
Lepidosaphes luzonica är en insektsart som beskrevs av Robinson 1917. Lepidosaphes luzonica ingår i släktet Lepidosaphes och familjen pansarsköldlöss.
Artens utbredningsområde är Filippinerna. Inga underarter finns listade i Catalogue of Life.